# Conioscinella elegans
Conioscinella elegans är en tvåvingeart som först beskrevs av Becker 1910.  Conioscinella elegans ingår i släktet Conioscinella och familjen fritflugor. Inga underarter finns listade i Catalogue of Life.